# Maria Lobo
Maria Lobo (nascida a 17 de fevereiro de 1987, em Lisboa) é uma atleta profissional portuguesa de Muay Thai, K‑1 e kickboxing. Foi pioneira do Muay Thai feminino em Portugal, tendo conquistado diversos títulos internacionais e representado o seu país nos Jogos Mundiais de 2017.

## Biografia
Maria Lobo nasceu em Lisboa a 17 de fevereiro de 1987. É licenciada em Design de Comunicação pela Universidade Lusófona de Lisboa.

## Carreira desportiva
Começou a praticar Muay Thai aos 13 anos e iniciou competições aos 17. Tornou-se profissional por volta de 2012, representando o Dinamite Team sob a orientação da treinadora Dina Pedro.
Competiu nas categorias de peso à volta dos 54 kg, participando em eventos internacionais como o World Muaythai Angels e o Glory 70, Lyon.
Em 2017, foi a primeira portuguesa a competir em Muay Thai nos Jogos Mundiais, em Wrocław (Polónia), onde chegou aos quartos de final, sendo eliminada pela sueca Sofia Olofsson.

## Títulos e conquistas
- 4 × Medalha de ouro nos Campeonatos Mundiais da WMF (categoria -57 kg): 2013–2016
- Campeã Mundial K-1 da WTKA (-58 kg)
- Campeã Europeia da IFMA (-54 kg), 2016
- Medalha de prata nos Campeonatos Europeus da IFMA 2018 (-54 kg)[7]
- Medalha de bronze nos Campeonatos Mundiais da IFMA 2010 (-55 kg)[8]

## Registo profissional
Segundo a Glory Kickboxing, Maria Lobo possui um registo profissional de 33 vitórias, 12 derrotas e 4 empates na divisão Bantamweight.

## Histórico de lutas
| Data                                          | Resultado | Adversária             | Evento                             | Local                             | Método                     | Round | Tempo | Notas       |
| --------------------------------------------- | --------- | ---------------------- | ---------------------------------- | --------------------------------- | -------------------------- | ----- | ----- | ----------- |
| 2019-10-26                                    | Derrota   | Anaëlle Angerville     | Glory 70: Lyon                     | Lyon, França                      | Decisão (unânime)          | 3     | 3:00  | K-1         |
| 2018-04-14                                    | Vitória   | Myriame Djedidi        | Radical Fight Night Silver         | Charleville-Mézières, França      | Decisão                    |       |       | Muay Thai   |
| 2017-12-09                                    | Derrota   | Myriame Djedidi        | Golden Fight 6                     | Levallois Perret, França          | Decisão                    | 3     | 3:00  | Muay Thai   |
| 2017-11-18                                    | Vitória   | Natalie Morgan         | World Muay Thai Angels - Season 2  | U Tapao/Rayong airport, Tailândia | Nocaute Técnico            |       |       | Muay Thai   |
| 2017-11-04                                    | Derrota   | Mao Ning               | Wu Lin Feng                        | Kunming, China                    | Decisão                    | 3     | 3:00  | Kick Boxing |
| 2017-07-01                                    | Vitória   | Soraya Bucherie        | Chook Muay                         | Évian-les-Bains, França           | Nocaute 1.º Round          |       |       | Muay Thai   |
| 2017-04-09                                    | Vitória   | Atenea Flores Pertegas | World Muay Thai Angels - Season 2  | Shengyang, China                  | Nocaute 1.º round          |       |       | Muay Thai   |
| 2017-03-04                                    | Vitória   | Funda Diken            | Le Choc Des Légendes               | Saint Ouen, França                | Nocaute Técnico, 4.º round | 3     |       | Muay Thai   |
| 2017-02-04                                    | Derrota   | Anissa Meksen          | Emperor Chok Dee                   | Vandœuvre-lès-Nancy, França       | Decisão                    | 3     | 3:00  | Muay Thai   |
| 2016-11-19                                    | Vitória   | Kalissa Houicha        | Radikal Fight Night Gold           | Charleville-Mézières, França      | Nocaute Técnico, 4.º round | 5     | 2:00  | Muay Thai   |
| 2016-11-12                                    | Vitória   | Johanna Rydberg        | Battle of Lund 8                   | Lund, Suécia                      | Decisão (unânime)          | 5     | 2:00  | Muay Thai   |
| 2016-10-08                                    | Vitória   | Iman Ghablou           | Enfusion Live Madrid #42           | Leganés, Espanha                  | Nocaute Técnico            | 3     | 3:00  | K-1         |
| 2016-06-18                                    | Vitória   | Sara Ortiz             | WFT 3 Madrid                       | Madrid, Espanha                   | Decisão, 4.º round         | 3     | 3:00  | Kick Boxing |
| 2016-05-21                                    | Vitória   | Ludivine Lasnier       | Radikal Fight Night 4              | Charleville-Mézières, França      | Decisão                    | 3     | 3:00  | Muay Thai   |
| 2016-04-09                                    | Derrota   | Anaëlle Angerville     | Golden Fight 4, Torneio semi-final | La Courneuve, França              | Decisão                    | 5     | 3:00  | Muay Thai   |
| 2016-03-26                                    | Derrota   | Iman Barlow            | Muay Thai Grand Prix 3             | Londres, Reino Unido              | Decisão                    | 3     | 3:00  | Muay Thai   |
| 2016-02-06                                    | Vitória   | Ghicci Mittino         | Ring War 3                         | Monza, Itália                     | Decisão                    | 3     | 3:00  | Muay Thai   |
| 2015-11-28                                    | Derrota   | Anissa Meksen          | Victory World Series               | Levallois-Perret, França          | Decisão                    | 3     | 3:00  | K-1         |
| 2015-10-03                                    | Empate    | Meryem Uslo            | Day of the Fight XII               | Rostock, Alemanha                 | Empate (maioria)           | 5     | 2:00  | Muay Thai   |
| 2015-05-23                                    | Derrota   | Karla Benitez          | Invencibles IV                     | Getafe, Espanha                   | Decisão                    | 5     | 2:00  | Muay Thai   |
| 2015-03-17                                    | Vitória   | He Qun                 | Kunlun Fight 21                    | Sanya, [China]]                   | Decisão                    | 3     | 3:00  | Kickboxing  |
| 2014-11-30                                    | Derrota   | Samantha Van Doorn     | Real Fighters                      | Getafe, Espanha                   | Decisão                    | 5     | 2:00  | K-1         |
| Legenda: Vitória Derrota Empate/Sem Resultado |           |                        |                                    |                                   |                            |       |       |             |